# Treviso Foot-Ball Club 1925-1926
Questa voce raccoglie le informazioni riguardanti il Treviso Foot-Ball Club nelle competizioni ufficiali della stagione 1925-1926.

## Stagione
E proprio sulla spinta della splendida stagione precedente, il Treviso coglie nel campionato 1925-1926 (nuovo presidente Carlo Ancilotto) la sua seconda promozione di fila, arrivando secondo in Seconda Divisione, a due soli punti dal Venezia che vince il campionato, e assieme al Treviso, al Gloria di Fiume, all'Olympia di Fiume e alla Monfalconese CNT, vengono promossi in Prima Divisione.
In questa stagione grande l'apporto degli stranieri: oltre al solito Győző László (9 gol in 17 partite), il nuovo acquisto rumeno Dionisio Weisz realizza 11 gol in 19 partite.
Sono 11 le vittorie del Treviso in 20 partite: un'altra stagione trionfale.